# Mišpule
Mišpule (Mespilus) je rod rostlin patřící do čeledi růžovité (Rosaceae).

## Druhy
- Mespilus canescens Phipps
- Mespilus germanica (L.) – mišpule obecná

Lidové pojmenování „japonská mišpule“ se používá pro strom lokvát japonský a jeho plody.

## Použití
Mišpuli obecnou (Mespilus germanica) lze použít jako okrasnou rostlinu. Má sbírkový význam. Zralé plody jsou po zmrznutí chutné.